# Stazione di Campomarino
Stazione di Campomarino vasútállomás Olaszországban, Molise régióban, Campomarino településen.

## Vasútvonalak
Az állomást az alábbi vasútvonalak érintik:
- Ancona–Lecce-vasútvonal

## Kapcsolódó állomások
A vasútállomáshoz az alábbi állomások vannak a legközelebb: 
- Stazione di Nuova Cliternia
- Stazione di Termoli
- Stazione di Chieuti-Serracapriola